# 象鳥屬
象鳥屬又叫泰坦隆鳥，為馬達加斯加島上特有的平胸鳥類，約於西元1000年絕種。象鳥屬的巨型象鳥一直被認為是有史以來最大型的鳥類。然而於2018年，體型最大，體重達730（1,600英磅）的象鳥屬物種樣本，被確立為新屬－巨象鸟属（Vorombe）。除此之外，目前巨型象鳥的體重約可達540（1,200英磅）。象鳥屬沒有翅膀，雙腳長而有力，具有3跟帶爪的腳趾。由大腿骨的厚度顯示，這種隆鳥是是行動緩慢，無法跑得很快的地棲性鳥類。頭部小，嘴喙無齒。可能以種子和果實為食。象鳥的現存最近親為棲息於紐西蘭的鷸鴕。